# Jüdische Gemeinde Dertingen
Die jüdische Gemeinde in Dertingen, einem Stadtteil von Wertheim, bestand vom 17. Jahrhundert bis 1925.

## Geschichte

### Historische Entwicklung der jüdischen Gemeinde
Bis ins 17. Jahrhundert reichen die Zeugnisse jüdischer Familien am Ort zurück. Der älteste Grabstein auf dem jüdischen Friedhof Wertheim, der für einen Dertinger Juden gesetzt wurde, stammt von 1699. Die Einwohnerzahl der Dertinger Juden entwickelte sich wie folgt: 1825 (46 jüdische Einwohner in Dertingen, 5,6 % von 825 Einwohnern), 1850 (54 jüdische Personen), 1925 (noch acht jüdische Familien), 1933 (nur noch eine Familie Schwarzschild lebte am Ort).
Die jüdische Gemeinde Dertingen unterhielt die Synagoge Dertingen, ein rituelles Bad und ein jüdisches Schlachthaus. Die Toten der Dertinger Gemeinde wurden auf dem jüdischen Friedhof Wertheim beigesetzt. Ein eigener Lehrer wurde zur Besorgung religiöser Aufgaben der jüdischen Gemeinde Dertingen zeitweise angestellt, der auch als Vorsänger tätig war. Die Gemeinde wurde 1827 dem Rabbinatsbezirk Tauberbischofsheim, später dem Bezirksrabbinat Wertheim zugeteilt.  
1925 wurde die jüdische Gemeinde Dertingen aufgelöst, weil die jüdische Bevölkerung für keinen regelmäßigen Minjan mehr in der Synagoge ausreichte. Die verbliebenen jüdischen Familien orientierten sich nach Wertheim.

### Opfer des Holocaust
Von den jüdischen Personen, die in Dertingen geboren wurden oder längere Zeit im Ort wohnten, kamen in der Zeit des Nationalsozialismus die folgenden Personen beim Holocaust nachweislich ums Leben: Hilda Hammel geb. Fleischmann (1897), Jette Lack geb. Rothschild (1876), Philipp Rothschild (1879), Adolf Schwarzschild (1882), Erika Schwarzschild (1913), Karoline (Lina) Schwarzschild (1879), Sophie Schwarzschild geb. Brückheimer (1881), Klara Thalmann geb. Fleischmann (1901).